# Doctor Atilio Oscar Viglione

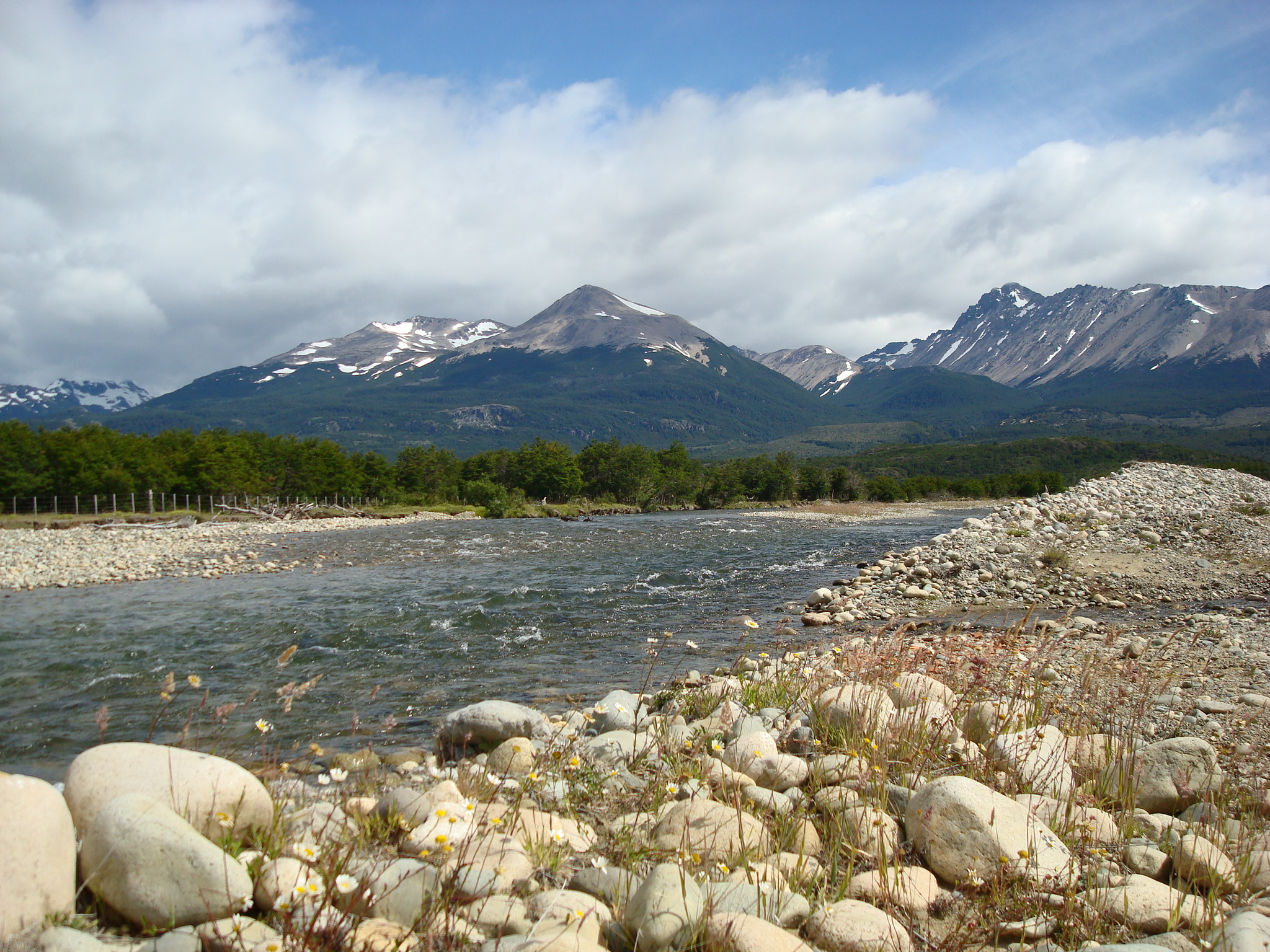
El río Pampa en cercanías del poblado.

Doctor Atilio Oscar Viglione (antes llamada Frontera de Río Pico y también conocida como Aldea Las Pampas) es una localidad del Departamento Tehuelches, provincia del Chubut, Argentina, cercana al límite con Chile y a 38 kilómetros de la localidad de Río Pico, accediéndose mediante la ruta provincial 19.

## Historia
La localidad se dedica a la ganadería ovina en campos aledaños y algunos sus pobladores poseen origen chileno. El Ministerio de Educación argentino construyó la primera escuela (número 32) en 1918. En 1985 la aldea fue visitada por el entonces gobernador Atilio Oscar Viglione, quien recorrió las obras de tendido de la red eléctrica y construcción de una central termoeléctrica. En 1987 se inauguró la delegación policial local. Cuando se inauguró la conexión telefónica, la localidad recibió un llamado del entonces presidente Raúl Alfonsín.
La comuna fue creada por el gobernador Mario Das Neves en el lugar llamado hasta entonces Las Pampas, en septiembre de 2005, siendo sancionada por la Legislatura de la Provincia del Chubut mediante la ley N.º 5.336. Su nombre fue puesto en honor al ciudadano ilustre y exgobernador (1983-1987) Atilio Oscar Viglione. En 2007 se habilitó un puesto sanitario y la sede comunal, mientras que en 2009 se inauguró una subcomisaría.
En 2015, se realizaron por primera vez las elecciones electorales para presidente comunal, contando la localidad con 147 electores. El resultado fue un empate entre dos primas por el lado materno y tía y sobrina por el costado paterno: María Cristina Acevedo Solís (FPV) y Norma Solís (ChuSoTo). El empate fue de 65 votos para cada una. El balotaje se realizó el 4 de septiembre de 2016, junto a las elecciones para juez de paz, siendo el primer balotaje en la historia electoral de Argentina que disputaron dos mujeres. Mientras tanto se designó a un interventor de la Comuna Rural.

## Población
Contó con 44 habitantes (Indec, 2010), lo que representó un descenso del 45% frente a los 81 habitantes (Indec, 2001) del censo anterior.
Tras el censo de 2022 se conoció un nuevo crecimiento de la localidad con 161 habitantes y unas 91 viviendas.La población mantiene la categoría de comuna rural.
| Gráfica de evolución demográfica de Doctor Atilio Oscar Viglione entre 1991 y 2022 |
|                                                                                    |
| Fuente: Censos nacionales del INDEC                                                |